# Lady Marmalade (Christina Aguilera, Lil' Kim, Mýa e Pink)
Lady Marmalade è un singolo inciso da Christina Aguilera, Lil' Kim, Mýa e Pink per la colonna sonora del film del 2001 Moulin Rouge!, cover del successo delle Labelle.
Questa versione fu prodotta da Missy Elliott e Rockwilder; gli autori del brano originale sono Bob Crewe e Kenny Nolan, mentre la parte rap della cover è stata scritta e interpretata da Lil'Kim. I versi della canzone sono stati leggermente adattati per trasferire l'ambientazione della storia da New Orleans al Moulin Rouge di Parigi.
Anche questa versione di Lady Marmalade raggiunse la posizione numero 1 della U.S. Billboard Hot 100, rimanendoci per cinque settimane. Lady Marmalade è stato il quarto brano a raggiungere tale posizione per Christina Aguilera, il primo per le altre tre cantanti; la Aguilera dovrà attendere un decennio prima di tornare in vetta della classifica statunitense con la canzone Moves like Jagger, in collaborazione con la band pop rock Maroon 5.
Il singolo ha vinto nella categoria miglior collaborazione pop vocale ai Grammy Awards 2002. Il singolo ha venduto circa 5.2 milioni di copie nel mondo.

## Video musicale
Il video di Lady Marmalade, diretto da Paul Hunter, vede le quattro cantanti eseguire la loro performance sul palco del Moulin Rouge. Tutte e quattro sono vestite in lingerie sexy, ma un po' rétro, e truccate pesantemente. Il trucco e l'acconciatura della Aguilera sono stati paragonati a quelli di Dee Snider del gruppo Twisted Sister.
Il video ha vinto l'MTV Video Music Award come Miglior video dell'anno e Miglior video da un film. È inoltre alla trentesima posizione fra i 100 migliori video di Match Music. Nel 2014 il video riceve il Vevo Certified per le oltre 100.000.000 di visualizzazioni.

## Esibizioni live
Le quattro artiste si sono esibite assieme a Missy Elliott con la canzone ricreando le atmosfere del video durante gli MTV Movie Award del 2001 e ai Grammy Awards 2002; in quest'ultima occasione vi fu anche la partecipazione di Patti LaBelle.

## Tracce
1. Lady Marmalade (Thunderpuss Club Mix) – 9:35
2. Lady Marmalade (Thunderdub) – 8:21
3. Lady Marmalade (Thunderdrums) – 3:42
4. Lady Marmalade (Thunderpuss Tribe-A-Pella) – 8:06

## Classifiche
| Classifica (2001) | Posizione massima |
| ----------------- | ----------------- |
| Australia         | 1                 |
| Austria           | 3                 |
| Belgio (Fiandre)  | 2                 |
| Belgio (Vallonia) | 3                 |
| Canada            | 17                |
| Danimarca         | 2                 |
| Finlandia         | 2                 |
| Francia           | 12                |
| Germania          | 1                 |
| Irlanda           | 1                 |
| Italia            | 6                 |
| Norvegia          | 1                 |
| Nuova Zelanda     | 1                 |
| Paesi Bassi       | 2                 |
| Regno Unito       | 1                 |
| Spagna            | 1                 |
| Stati Uniti       | 1                 |
| Svezia            | 1                 |
| Svizzera          | 1                 |

### Classifiche di fine anno
| Classifica (2001) | Posizione |
| ----------------- | --------- |
| Australia         | 13        |
| Austria           | 11        |
| Francia           | 51        |
| Irlanda           | 10        |
| Nuova Zelanda     | 20        |
| Paesi Bassi       | 10        |
| Regno Unito       | 14        |
| Svizzera          | 4         |